# Papaver orientale
Papaver orientale (L., 1753), comunemente noto come papavero orientale o papavero d'oriente, è una pianta erbacea appartenente alla famiglia delle Papaveraceae, originaria del Caucaso, della Turchia nord-orientale e dell'Iran settentrionale.

## Descrizione
I papaveri orientali possiedono delle foglie pelose e finemente sezionate in primavera, fioriturendo a metà estate. Dopo la fioritura le foglie muoiono completamente, una caratteristiche che consente la sopravvivenza nell'Asia centrale dove il clima è tipicamente contraddistinto da siccità estiva.